# Абенхібре
Абенхібре (ісп. Abengibre) — муніципалітет в Іспанії, у складі автономної спільноти Кастилія-Ла-Манча, у провінції Альбасете. Населення — 932 особи (2010).
Муніципалітет розташований на відстані близько 200 км на південний схід від Мадрида, 39 км на північ від Альбасете.

## Демографія
Динаміка населення (INE ):

## Галерея зображень

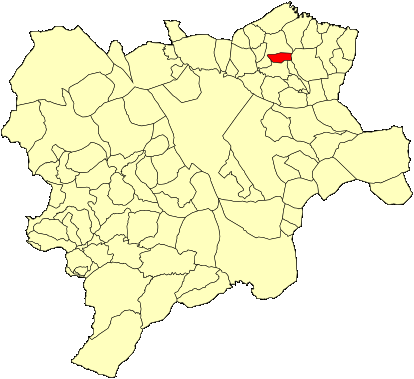
Розташування муніципалітету у провінції Альбасете